# Ribera Ampla
La Ribera Ampla és un curs d'aigua de la Catalunya del Nord, a les comarques del Rosselló i del Vallespir, dins de la subcomarca dels Aspres. Discorre pels termes comunals de Prunet i Bellpuig, Calmella, Sant Marçal, Tellet, Montboló i Reiners. En el seu curs mitjà és termenal entre algunes d'aquestes comunes.
És un riu vallespirenc, de la conca del Tec, però amb la naixença al Rosselló a l'extrem oest del Rosselló, amb el seu naixement en ple Massís del Canigó, en els contraforts orientals del Canigó.

## Recorregut
Al llarg del seu recorregut forma un curs molt sinuós, essencialment de nord a sud, però en el terç final es decanta cap al sud-est per tal d'anar a cercar el Tec a Reiners.

## Principals afluents
No té cap afluent rellevant, fent excepció d'un munt de còrrecs del nord-est del Massís del Canigó: la major part dels termes que travessa o passa a ran, abans esmentats.